# Diascia transvitta
Diascia transvitta là một loài bướm đêm trong họ Noctuidae.